# Birger Jensen
Birger Jensen   (Copenhaguen, 1 de març de 1951 - Bruges, 4 d'abril de 2023) fou un futbolista danès de la dècada de 1970.
Fou 19 cops internacional amb la selecció de Dinamarca. Pel que fa a clubs, defensà els colors de Club Brugge, Lierse SK i RKC Waalwijk.